# Ribero (Bande)
Ribero (llamada oficialmente San Pedro Fiz do Ribeiro) es una parroquia española del municipio de Bande, en la provincia de Orense, Galicia.

## Toponimia
La parroquia también es conocida por los nombres de San Pedro de Ribero y San Pedro Fiz de Ribeiro.

## Organización territorial
La parroquia está formada por cinco entidades de población:
- As Campinas
- Barrio
- Fervenza
- Quintela
- San Fiz

## Demografía
| Gráfica de evolución demográfica de Ribero entre 2000 y 2021 |
|                                                              |
| Datos según el nomenclátor publicado por el INE.             |